# Kreckenmühle
Kreckenmühle ist ein Gemeindeteil der Gemeinde Mistelgau im Landkreis Bayreuth (Oberfranken, Bayern). Kreckenmühle liegt in der Gemarkung Mistelgau.

## Geografie
Die Einöde liegt am Südufer der Weides, eines linken Zuflusses der Truppach, dem Striegelhof am Nordufer gegenüber. Sie ist von Acker- und Grünland umgeben. Ein Anliegerweg führt zur Kreisstraße BT 1 (0,2 km nördlich) bzw. zur Kreisstraße BT 2 (0,2 km südwestlich).

## Geschichte
Kreckenmühle gehörte zur Realgemeinde Mistelgau. Gegen Ende des 18. Jahrhunderts gab es in Kreckenmühle ein Anwesen. Die Hochgerichtsbarkeit stand dem bayreuthischen Stadtvogteiamt Bayreuth zu. Das Hospital Bayreuth war Grundherr der Mühle.
Von 1797 bis 1810 unterstand der Ort dem Justiz- und Kammeramt Bayreuth. Infolge des Gemeindeedikts wurde Kreckenmühle dem 1812 gebildeten Steuerdistrikt und Ruralgemeinde Mistelgau zugewiesen.

### Einwohnerentwicklung
| Jahr      | 001822 | 001861 | 001871 | 001885 | 001900 | 001925 | 001950 | 001961 | 001970 | 001987 |
| Einwohner | 6      | 7      | 7      | 11     | 7      | 8      | 11     | 5      | 4      | 4      |
| Häuser    | 1      |        |        | 2      | 1      | 1      | 1      | 1      |        | 1      |
| Quelle    | [ 6 ]  | [ 9 ]  | [ 10 ] | [ 11 ] | [ 12 ] | [ 13 ] | [ 14 ] | [ 15 ] | [ 16 ] | [ 1 ]  |

## Religion
Kreckenmühle ist evangelisch-lutherisch geprägt und nach St. Bartholomäus (Mistelgau) gepfarrt.